# Panchaia Rupes
Panchaia Rupes es el nombre de una falla geológica sobre la superficie de Marte. Panchaia Rupes consiste en un grupo de escarpes, localizados con el sistema de coordenadas centrados en 71.91 grados de latitud Norte y 149.99 grados de longitud Este con 1113,5 kilómetros (691,9 mi) de longitud total. El nombre fue aprobado por la Unión Astronómica Internacional en 2003 y hace referencia a la isla de Pancaya, en las obras de Evémero, situado en la región conocida como Arabia Felix; isla rica en incienso, oro, plata, por lo tanto, Utopía.